# Willem Speerstra

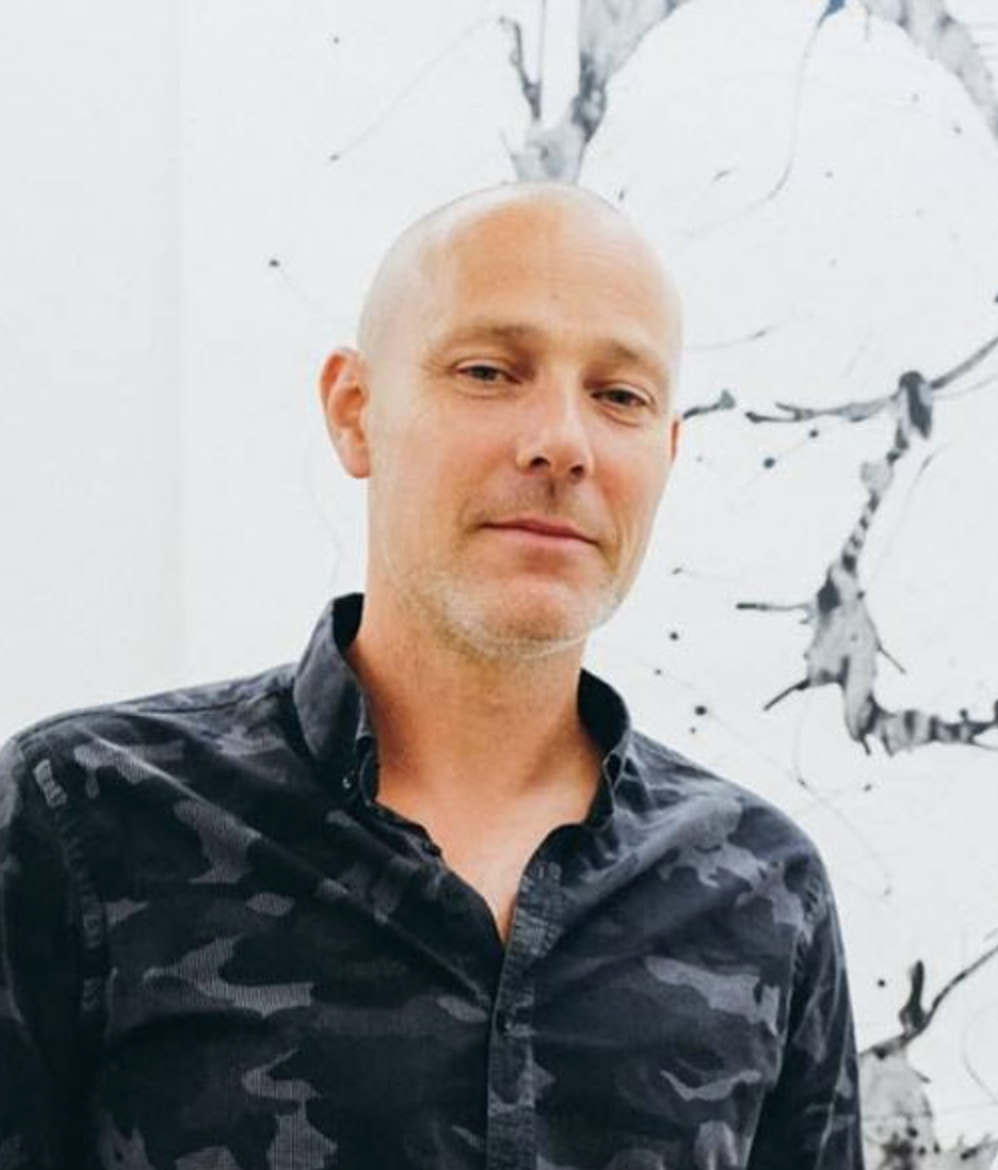

 (mars 2021).
La mise en forme du texte ne suit pas les recommandations de Wikipédia : il faut le « wikifier ».
Les points d'amélioration suivants sont les cas les plus fréquents. Le détail des points à revoir est peut-être précisé sur la page de discussion.
- Les titres sont pré-formatés par le logiciel. Ils ne sont ni en capitales, ni en gras.
- Le texte ne doit pas être écrit en capitales (les noms de famille non plus), ni en gras, ni en italique, ni en « petit »…
- Le gras n'est utilisé que pour surligner le titre de l'article dans l'introduction, une seule fois.
- L'italique est rarement utilisé : mots en langue étrangère, titres d'œuvres, noms de bateaux, etc.
- Les citations ne sont pas en italique mais en corps de texte normal. Elles sont entourées par des guillemets français : « et ».
- Les listes à puces sont à éviter, des paragraphes rédigés étant largement préférés. Les tableaux sont à réserver à la présentation de données structurées (résultats, etc.).
- Les appels de note de bas de page (petits chiffres en exposant, introduits par l'outil «  Source ») sont à placer entre la fin de phrase et le point final[comme ça].
- Les liens internes (vers d'autres articles de Wikipédia) sont à choisir avec parcimonie. Créez des liens vers des articles approfondissant le sujet. Les termes génériques sans rapport avec le sujet sont à éviter, ainsi que les répétitions de liens vers un même terme.
- Les liens externes sont à placer uniquement dans une section « Liens externes », à la fin de l'article. Ces liens sont à choisir avec parcimonie suivant les règles définies. Si un lien sert de source à l'article, son insertion dans le texte est à faire par les notes de bas de page.
- La présentation des références doit suivre les conventions bibliographiques. Il est recommandé d'utiliser les modèles {{Ouvrage}}, {{Chapitre}}, {{Article}}, {{Lien web}} et/ou {{Bibliographie}}. Le mode d'édition visuel peut mettre en forme automatiquement les références.
- Insérer une infobox (cadre d'informations à droite) n'est pas obligatoire pour parachever la mise en page.

Pour une aide détaillée, merci de consulter Aide:Wikification.
Si vous pensez que ces points ont été résolus, vous pouvez retirer ce bandeau et améliorer la mise en forme d'un autre article.
Willem Speerstra, né en 1972 à Amsterdam, est un galeriste et collectionneur néerlandais d'art contemporain. Il défend des artistes issus du mouvement graffiti et post-graffiti.

## Biographie
Willem Speerstra est né en 1972. Sa passion pour le graffiti commence à l’arrivée du mouvement en Europe des États-Unis, au début des années 1980. Dès le début des années 1980 son père, collectionneur et galeriste, achète ses premières œuvres graffiti. Adolescent, il persiste et se forge une connaissance parfaite de la culture et du milieu en fréquentant artistes et collectionneurs. Entre 1990 et 1995, ses nombreuses visites au sein de l'Hôpital éphémère à Paris le confortent dans son engagement envers le mouvement graffiti.
Collectionneur convaincu et fort d’une première expérience au sein de la galerie Michel Gillet, il ouvre en octobre 2001 la première galerie en France spécialisée dans l’exposition du graffiti, la Speerstra Gallery, en plein cœur de Paris dans le quartier du Marais, au 4/6 rue du Perche. Dès les premières expositions (Daze, en février 2002), Willem Speerstra propose au public de découvrir le travail des pionniers du graffiti américain, comme John Matos Crash, John Jonone Perello, Sharp, Blade, Chris Daze Ellis, ainsi que les photographes qui ont documenté cette époque, Henry Chalfant et Martha Cooper. Il s’attache également à faire découvrir des nouveaux talents et défendre toute une génération d’artistes qui ont grandi avec cette culture : Dare, Sozyone, Honet, Mist, Tilt, RCF1, Smash137, mais également à s’ouvrir sur l’art contemporain : Thierry Furger, Thomas Fiebig, Nicolas Beaud, Annina Roescheisen, MPCEM, Nicolas Bamert (L'Original) et Mina Hamada.
En donnant une première visibilité française à ces artistes, Willem Speerstra contribue à la reconnaissance historique, esthétique et commerciale du mouvement dans son ensemble. Depuis 2007, la Speerstra Gallery est installée à Bursins dans le canton de Vaud en Suisse, où elle poursuit à ses missions de soutien à des artistes internationaux. Il est fondamental pour le galeriste, à travers ses expositions, de donner les meilleures clés de compréhension au public quant aux différentes définitions et styles. En décembre 2008, il ouvre un second espace à Genève, avec Alexöne comme premier artiste à investir le lieu.
En septembre 2011, Willem Speerstra anime une discussion autour du mouvement graffiti après la diffusion du film culte Style Wars, dans le cadre du festival Rock'n'Wall qui se tient à Fri-Son, un espace culturel autogéré à Fribourg en Suisse.
En avril 2016, Willem Speerstra présente à la Société de Lecture de Genève un cycle de trois conférences ayant pour thème Le Street Art, du graffiti à l'art urbain, à l'initiative du Cercle Menus Plaisir dans le cadre du programme Les clés de l'art et de la Collection.
En décembre 2016, il est invité comme intervenant spécialiste du graffiti au Rendez-Vous d'Artistes, un cycle de visites thématiques et d'échanges entre artistes, intervenants et public, organisé au Musée d'Art et d'Histoire de Genève. L'échange et le dialogue sont en effet très importants pour le galeriste, qui n'hésite pas à organiser au sein de sa propre galerie des rencontres entre artistes, étudiants et professeurs comme ce fût le cas en mars 2018 à l'occasion de l'exposition "Variations" de l'artiste Alex Kuznetsov.
La Speerstra Gallery s'installe aussi, durant deux années de suite (2016 et 2017), sous la verrière du Grand Palais à Paris à l'occasion de la foire d'art contemporain Art Paris Art Fair. Soucieux de s'ouvrir au milieu de l'art contemporain, Willem se porte durant cet évènement, en unique et véritable défenseur des artistes issus du graffiti.
En septembre 2017, Willem Speerstra revient à Paris, au cœur de son quartier fétiche du Haut-Marais, en ouvrant une nouvelle annexe à la galerie suisse. Cet espace, situé au 24 de la rue Saint-Claude, se concentre cette fois-ci sur les pionniers du post-graffiti, tant américains qu'européens.
De 2017 à 2019, Willem Speerstra co-organise l'évènement Urban Painting Around The World qui se tient le temps d'un week-end à Monaco. Il s'agit d'une série de peintures réalisées en direct le long du port, suivi d'une vente aux enchères au profit de la Fondation du Prince Albert II de Monaco. Willem intervient en sélectionnant les artistes internationaux les plus représentatifs du mouvement graffiti.
En mai 2025, la Speerstra Gallery s’associe au Musée Archéologique de la ville de Saint-Raphaël (France) pour présenter l’exposition "Parois vivantes – De la roche aux murs de la ville", une invitation à explorer les fascinantes correspondances entre les premières expressions graphiques de l’humanité et les outils emblématiques de l’art urbain contemporain.

## Artistes présentés par la Speerstra Gallery
| - Alex Kuznetsov - Annina Roesheisen - Alexöne - A One - Aurel Rubbish - Aurel Prevot - B.Affagard/Come - Blancbec - Charles Foussard - Crash - Coco144 - Chris Daze Ellis - Dondi White - Futura 2000 - Henry Chalfant | - John Jonone Perello - Lady Pink - Laser 3.14 - Mambo - Mist - Quik - Rammellzee - Remi Rough (en) - RosyOne - Mambo ( Flavien Demarigny ) - Sozyone - L'Atlas - Seven - Alonso Alcalde | - Saype - Seen - Serval - Sharp - Sigi Dare von Koeding - Smash 137 - Snake1 - Sozyone - Stohead - Thierry Furger - Thomas Fiebig - Xavier Magaldi - Mina Hamada - Skoda One - Stanilas "FUZI" Baritaux - David "SWOX" Weber - Laurent Balesta - Jc Earl - Stéphane Trois Carrés - Swiss Crypto Cat - Remio |

## La Collection Speerstra
Entamée en 1978, la collection Speerstra est l'une des plus importantes au monde. Elle regroupe des œuvres des artistes phares du Post-Graffiti, de la fin des années 1970 à aujourd'hui. Des œuvres issues de cette collection ont illustré les plus influentes expositions consacrées au mouvement : 
- "Graffiti", 1983, Musée Boymans Van Beuningen, Rotterdam, Pays-Bas.
- "Graffiti", 1984, Musée Groningen, Pays-Bas.
- "New-York Graffiti", 1984, Musée Louisiana, Humlebæk, Danemark.
- "Rammellzee", 1987, Musée Gemeente, Helmond, Pays-Bas, puis au Musée Groningen, Pays-Bas.
- "Graffiti Art", 1991, Musée des Monuments Français, Paris, France.
- "Coming from the subway", 1992/1993, Musée Groningen, Pays-Bas.
- "Crash & Daze", 1999/2000, Musée d'Art Moderne et d'Art Contemporain, Nice, France.
- "Graffiti Stories", 2007, Abbaye d'Auberive et Musée Paul Valéry, Sète, France.
- "L'art Modeste sous les bombes", 2007, Musée International des Arts Modestes, Sète, France.
- "In the Beginning", 2013, espaces Spacejunk de Bayonne, Lyon et Grenoble, France.
- "#Street-Art, l'innovation au cœur du mouvement", 2014, Fondation EDF, Paris, France.
- "La Velocità delle immagini", 2016, Institut Suisse, Rome, Italie.
- "Libres Figurations - Années 80", 2017/2018, Fonds Hélène & Édouard Leclerc, Landerneau, France.
- "Fire on Fire" Speerstra Collection @ musée des Beaux-Arts de Nancy, France, octobre 2019.
- " Sneaker Collab" Futura 2000, octobre 2019, Musée MUDAC, Lausanne, Suisse.
- Speerstra collection @ Museum of Fine Arts, Boston, USA, octobre 2020, "Writing the Future" Basquiat and the Hip-Hop Generation.
- One, Two… Street art !, septembre 2020, Espace Quartier Libre SIG, Pont de la Machine 1, 1204 Genève, Suisse.
- JonOne, exposition Free Spirit, Institut Bernard Magrez, Bordeaux, France. 2021 - Collection Speerstra.
- Speerstra Collection @ Musée des beaux-Arts de Calais / France, juin 2021,"LIBRES FIGURATIONS - ANNÉES 80".
- "BASQUIAT x WARHOL" Fondation LOUIS VUITTON, Paris, avril - août 2023 - œuvre collaborative A One - CRASH - DAZE, 1984 - Speerstra Collection.
- Speerstra Collection @ Palais de Tokyo, Paris, juin 2023, exposition "La morsure des termites".
- Speerstra Collection / Rammellzee "Alphabeta sigma (face a)" @ Palais de Tokyo, Paris, février 2025.
- Speerstra Collection "Parois vivantes – De la roche aux murs de la ville", Musée Archéologique de Saint-Raphaël - 17 mai au 25 septembre 2025.
- Speerstra Collection "La déferlante hip-hop", CALM - Centre d'Art La Meute, Lausanne, Suisse - mai / juin 2025.

## La Fondation Speerstra
Entre 2012 et 2015, la famille Speerstra expose une partie de sa collection au sein de sa fondation consacrée à l'art, en Suisse. Avec plus d'un millier d'œuvres, la collection traverse les périodes dites old-school jusqu'à nos jours. L'espace, de plus de 1500 mètres carrés, rassemble un grand nombre d'artistes clés du mouvement post-graffiti : Crash, Daze, Sharp, Rammellzee, Dondi White, Futura2000, A-One, Quik, Lady Pink, JonOne, Seen... Le centre d'exposition de la Fondation, situé à Apples, ferme en 2015 car il ne connait pas le succès escompté.
La Fondation Speerstra vit également au rythme d'expositions temporaires plus axées sur l'art contemporain pluridisciplinaire (Philip King, 2012; Dan Walsh, 2013; Keiichi Tanaami, 2013...), permettant ainsi un dialogue et une passerelle entre les deux univers.